# 馬逢造
馬逢造（？—？），字使候，號返壶，山西平阳府垣曲县民籍。明朝政治人物。

## 生平
萬曆四十年（1612年）壬子科山西鄉試舉人，天啓二年（1622年）壬戌科進士。吏部观政，官陕西咸宁知县，才优烦剧，立义冢，掩埋道殣，行取吏部主事。县立有“进士坊”一座。继妻杨氏，年二十四，夫卒，哀恸欲死，所亲劝之，氏瞑目不言。前妻子跪而泣请，氏曰：尔父既死，我生何为！七日不食死。
| 官衔          | 官衔                     | 官衔                     |
| ------------- | ------------------------ | ------------------------ |
| 前任： 李鳴春 | 明朝咸宁县知县 1622年-？ | 繼任： 朱諒 （湖廣拔貢） |